# Kościół św. Marcina w Wodzisławiu
Kościół świętego Marcina w Wodzisławiu – rzymskokatolicki kościół parafialny znajdujący się w mieście Wodzisław, w województwie świętokrzyskim. Należy do dekanatu wodzisławskiego diecezji kieleckiej.

## Historia
Obecna murowana świątynia została ufundowana przez Samuela Lanckorońskiego, starostę małogoskiego i zbudowana w latach 1621-1644. Fakt ten potwierdza herb fundatora Zadora umieszczony nad portalem kruchty od południa. W 1664 roku budowla została konsekrowana przez biskupa Mikołaja Oborskiego. 
W 1746 roku kościół został zniszczony przez pożar. W 1751 został odbudowany dzięki staraniom księdza proboszcza Serwińskiego. W 1781 roku budowla po raz kolejny spłonęła. W 1787 roku została odbudowana dzięki funduszom Macieja Lanckorońskiego, wojewody bracławskiego. Zapewne z powodów finansowych świątynia nie została odbudowana w stylu włoskim. W 1910 roku dawna barokowa fasada zachodnia została oblicowana cegłą z inicjatywy proboszcza Bogumiła Bitnera.
Kościół został wzniesiony w stylu barokowym. Posiada dwuprzęsłową nawę. 

## Wnętrze
- Ołtarz główny oraz dwa boczne reprezentują styl klasycystyczny[4].
- Grupa Ukrzyżowania sprzed 1731 r.
- Ołtarz Matki Bożej Różańcowej z XVIII w. z najstarszym obrazem w kościele – XVII-wiecznym przedstawieniem Maryi na globie wśród obłoków.
- Ołtarz  św. Marcina – na prawo od ołtarza głównego, z obrazem zakupionym w Wiedniu przez Kazimierza Lanckorońskiego.
- Ołtarz św. Peregryna (XVIII w.) wybudowano dla sprowadzonych przez Lanckorońskich z Rzymu relikwii Świętego, który wg legendy miał się zatrzymać w Wodzisławiu.
- organy z 1883 r.
- klasycystyczny nagrobek Antoniego Lanckorońskiego z I poł. XIX w. (kopia Antoniego Canovy)
- nagrobek Macieja Lanckorońskiego z II poł. XVIII w., z czarnego marmuru dębickiego

## Mauzoleum Lanckorońskich
W kościele pochowano:
- Samuel Lanckoroński, fundatora kościoła
- Maciej Lanckoroński
- Antoni Lanckoroński

## Galeria zdjęć

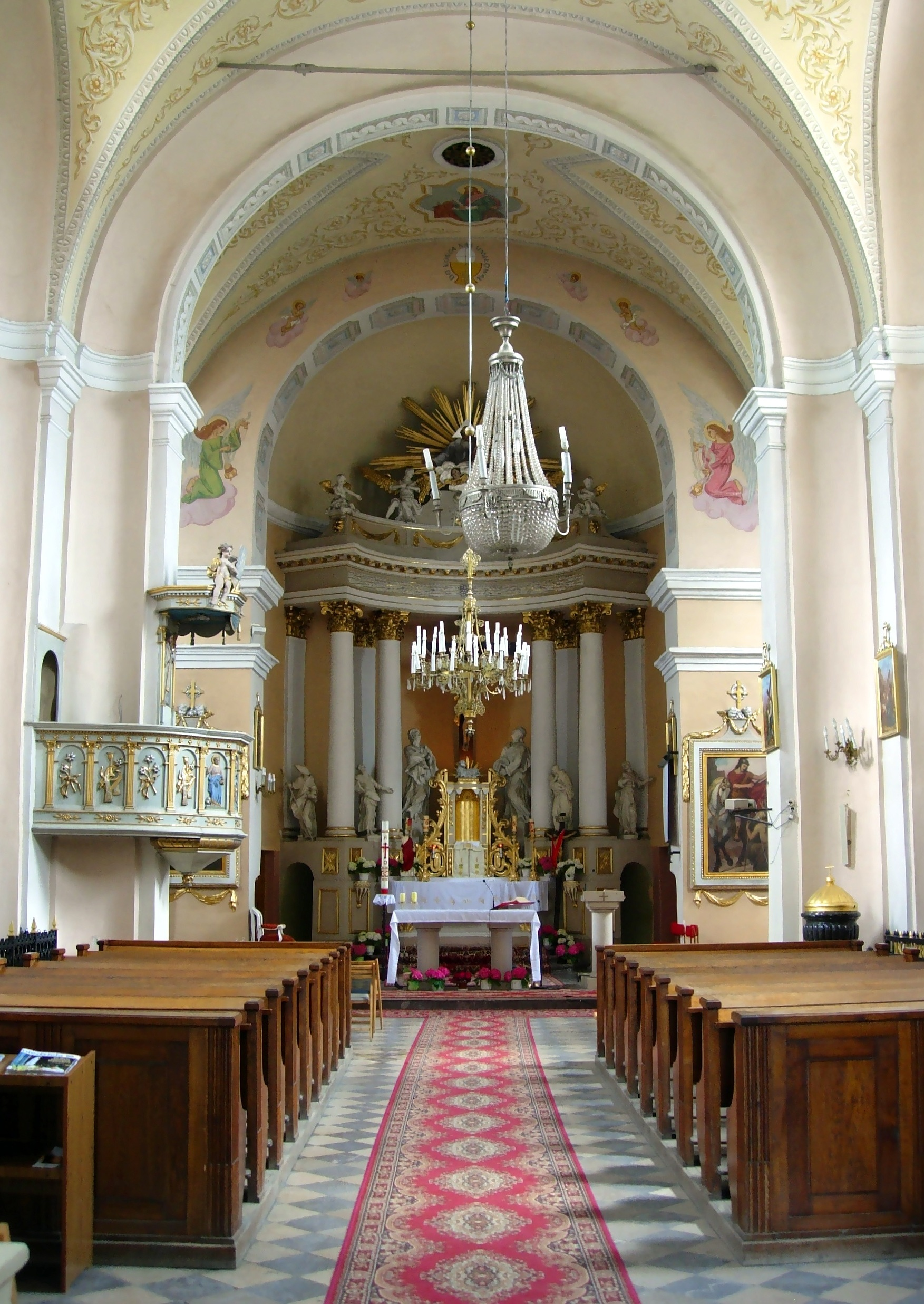
Wnętrze kościoła
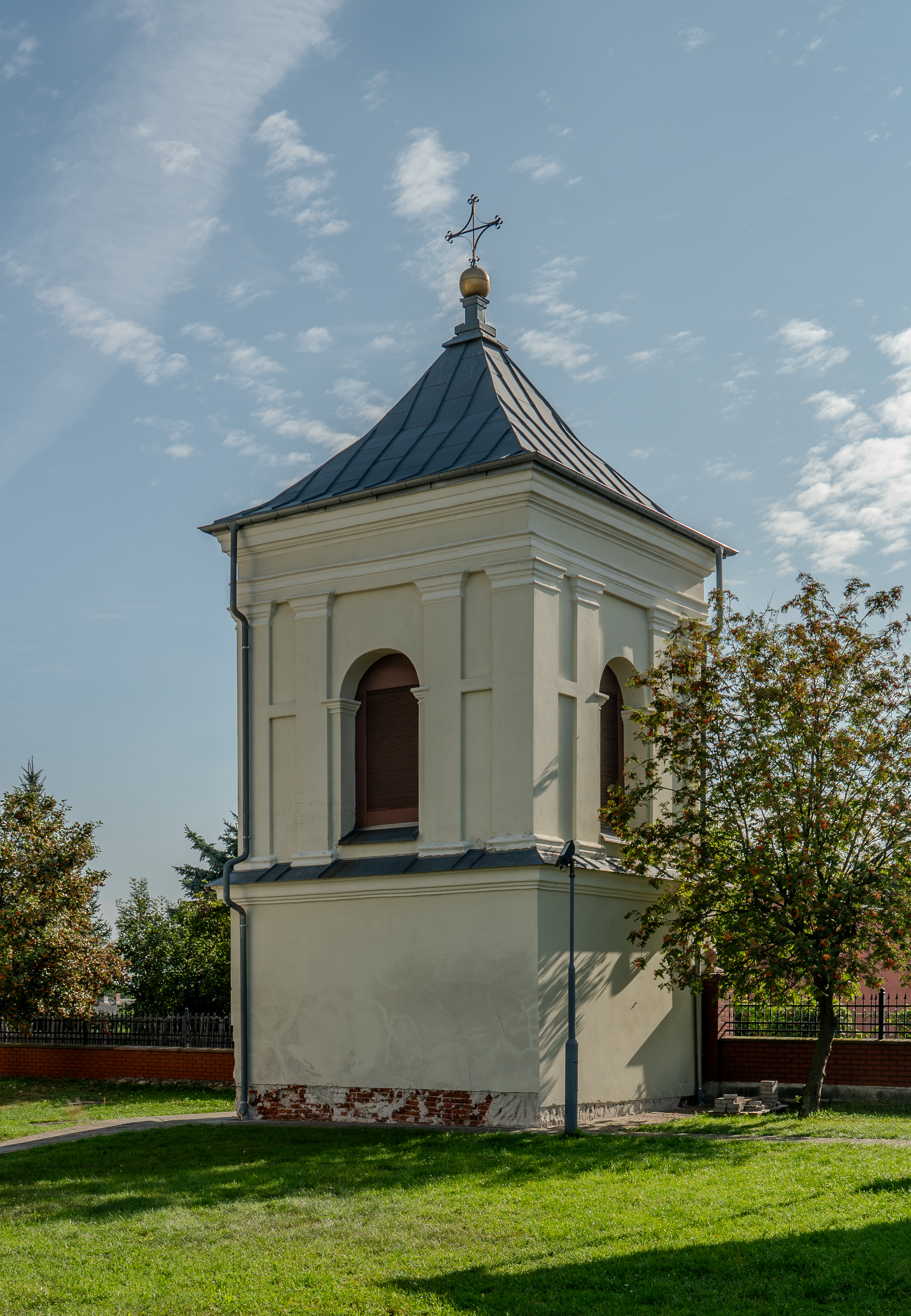
Dzwonnica